# Lood de Jager

a Compétitions nationales et continentales officielles uniquement.

b Matchs officiels uniquement.
Dernière mise à jour le 16 août 2025.
Lodewyk "Lood" de Jager, né à Alberton le 17 décembre 1992, est un international sud-africain de rugby à XV jouant au poste de deuxième ligne pour les Saitama Wild Knights en League One depuis 2022.

## Palmarès
- Vainqueur du Rugby Championship 2019
- Vainqueur de la Coupe du monde 2019

## Statistiques
Au 18 septembre 2019, Lood de Jager compte 40 sélections, dont vingt-quatre en tant que titulaire, en Afrique du Sud. Il inscrit vingt-cinq points, cinq essais. Il obtient sa première sélection avec les Springboks le 14 juin 2014 à Durban contre le pays de Galles.
Il participe à cinq éditions du Rugby Championship, en 2014, 2015, 2016, 2017 et 2019.
Il participe à la 2015 en y disputant sept rencontres, face au Japon, les Samoa, l'Écosse, les États-Unis, le pays de Galles, la Nouvelle-Zélande et l'Argentine. Il est à nouveau sélectionné pour la  coupe du monde 2019 où il débute cinq matchs dont la finale qu'il doit quitter après avoir été blessé. Il n'est pas sélectionné pour l'édition 2023 à cause d'une infection pulmonaire nécessitant une longue récupération.